# Wiedmoos (Miesbach)
Wiedmoos ist eine Einöde bei Miesbach auf der Gemarkung Parsberg im oberbayerischen Landkreis Miesbach.

## Ortsbeschreibung
Die Einöde Wiedmoos liegt bei Stadlberg zwei Kilometer südöstlich des Bahnhofsplatzes von Miesbach. Sie trägt einen nicht-amtlichen Ortsnamen und ist kein eigenständiger Gemeindeteil von Miesbach. Daher wird die Bevölkerungsentwicklung nicht gesondert erfasst.
In Wiedmoos gibt es zwei Bauernhöfe und zwei Wohnhäuser.